# Эксельсиор (футбольный клуб, Роттердам)
«Эксельсио́р» (нидерл. Stichting Betaald Voetbal Excelsior) — нидерландский футбольный клуб из города Роттердам, основан 23 июля 1902 года. Домашние матчи команда проводит на стадионе «Ван Донге и Де Ро», его вместимость составляет 4400 зрителей.
В сезоне 2024/25 клуб занял 2-е место в Эрстедивизи и вернулся в Эредивизи — Высший дивизион Нидерландов.
Главный тренер команды — Рюбен ден Эйл.

## История
«Эксельсиор» был основан 23 июля 1902 года, под названием Rotterdam Football and Athletics Club Excelsior (Роттердамский Футбольный и Легкоатлетический Клуб Эксельсиор). «Эксельсиор» стал одним из первых рабочих клубов в Нидерландах. В 1945/46 году «Эксельсиор» впервые вышел в первый дивизион нидерландского чемпионата. Трижды становился победителем первого дивизиона Нидерландов (вторая лига по значимости) в 1974, 1979 и 2006 годах.
«Эксельсиор» один раз выходил в финал Кубка Нидерландов, в сезоне 1929/30, но проиграл матч соседям роттердамскому «Фейеноорд» со счетом 0-1.
Кроме «Эксельсиора», в Роттердаме есть ещё две профессиональные команды которые стоят рангом выше него, это «Спарта» и «Фейеноорд». Будучи менее популярным, «Эксельсиору» приходилось играть в творческий футбол чтобы выжить. За это творчество «Эксельсиор» стал главным претендентом на получение профессионального статуса. В 1954 году «Эксельсиор» был принят в профессиональную лигу Нидерландов.
В 1958 году Эксельсиор стал первым нидерландским клубом с закрытым стадионом. Также в 1974 году стал первым нидерландским клубом со спонсорским патчем на футболке с надписью «А» (Akai).

## Партнёрство с «Фейеноордом»
Родство с «Фейеноордом» идёт с 1996 года, когда был подписан договор о воспитании молодых футболистов «Эксельсиора» и передачи их «Фейеноорду», формально «Эксельсиор» был фарм-клубом «Фейеноорда» до 2008 года.

## Достижения
- Первый дивизион Нидерландов
  - Победитель (3): 1973/74, 1978/78, 2005/06

## Рекорды
- Клуб держит антирекорд Высшего дивизиона Нидерландов с момента введения одной группы в ней (в 1956 году) по количеству финишей на последнем месте — 4 (в сезонах 1975/76, 1986/87, 2007/08, 2011/12).

## Основной состав

### Команда
| №  |                       | Поз. | Имя              | Год рождения |
| -- | --------------------- | ---- | ---------------- | ------------ |
| 1  | Флаг Нидерландов      | Вр   | Стейн ван Гассел | 1996         |
| 2  | Флаг Нидерландов      | Защ  | Ильяс Бронкхорст | 1997         |
| 3  | Флаг Нидерландов      | Защ  | Рик Мейссен      | 2002         |
| 4  | Флаг Швеции           | Защ  | Каспер Виделль   | 2003         |
| 5  | Флаг Нидерландов      | Защ  | Стан Хендрикс    | 2003         |
| 6  | Флаг Швеции           | ПЗ   | Адам Карлен      | 2000         |
| 7  | Флаг Республики Корея | Нап  | Юн Доён          | 2006         |
| 8  | Флаг Нидерландов      | ПЗ   | Матейс Тилеманс  | 2002         |
| 10 | Флаг Нидерландов      | ПЗ   | Ноа Науйокс      | 2002         |
| 11 | Флаг Нидерландов      | Нап  | Гиан де Регт     | 2003         |
| 12 | Флаг Франции          | Защ  | Артюр Загре      | 2001         |
| 14 | Флаг Нидерландов      | ПЗ   | Льюис Схаутен    | 2004         |

| №  |                  | Поз. | Имя                        | Год рождения |
| -- | ---------------- | ---- | -------------------------- | ------------ |
| 16 | Флаг Нидерландов | Вр   | Калвин Ратси               | 2002         |
| 17 | Флаг Бельгии     | Защ  | Нолан Мартенс              | 2004         |
| 20 | Флаг Нидерландов | ПЗ   | Леннард Хартьес            | 2003         |
| 21 | Флаг США         | ПЗ   | Зак Бут                    | 2004         |
| 24 | Флаг Нидерландов | ПЗ   | Джулиано Кайро             | 2006         |
| 25 | Флаг Нидерландов | ПЗ   | Стейн Миддендорп           | 2004         |
| 28 | Флаг Нидерландов | ПЗ   | Несто Грун                 | 2004         |
| 29 | Флаг Нидерландов | Нап  | Майк ван Дёйнен            | 1991         |
| 30 | Флаг Нидерландов | Нап  | Деренсили Санчес Фернандес | 2001         |
| 33 | Флаг Нидерландов | Нап  | Джероллдино Берграф        | 2006         |
| 40 | Флаг Нидерландов | Вр   | Теймен Холла               | 2006         |
|    | Флаг Грузии      | ПЗ   | Ираклий Егоян              | 2004         |

### Тренерский штаб
| Должность        | Имя             |
| ---------------- | --------------- |
| Главный тренер   | Рюбен ден Эйл   |
| Тренер-ассистент | Вим ван Звам    |
| Тренер-ассистент | Томас Верхар    |
| Тренер-ассистент | Мишел Брёэр     |
| Тренер вратарей  | Роналд Графланд |

## Трансферы сезона 2025/26

### Пришли
| Поз. | Игрок            | Прежний клуб             | Стоимость/статус трансфера |
| ---- | ---------------- | ------------------------ | -------------------------- |
| Вр   | Стейн ван Гассел | НЕК                      |                            |
| Защ  | Серано Сеймор    | ВВВ-Венло                | Окончание аренды           |
| Защ  | Себ Луффен       | Спакенбюрг               | Окончание аренды           |
| Защ  | Стан Хендрикс    | Ден Босх                 | 500 тыс. евро              |
| Защ  | Рик Мейссен      | Спарта                   |                            |
| ПЗ   | Матейс Тилеманс  | Витесс                   |                            |
| ПЗ   | Льюис Схаутен    | АЗ                       | Арендован до 30 июня 2026  |
| ПЗ   | Адам Карлем      | Гётеборг                 |                            |
| ПЗ   | Ираклий Егоян    | Витесс                   | Свободный агент            |
| Нап  | Оскар Удденес    | АИК                      | Окончание аренды           |
| Нап  | Гиан де Регт     | Витесс                   | Свободный агент            |
| Нап  | Юн Доён          | Брайтон энд Хоув Альбион | Арендован до 30 июня 2026  |

### Ушли
| Поз. | Игрок           | Новый/прежний клуб | Стоимость/статус трансфера |
| ---- | --------------- | ------------------ | -------------------------- |
| Вр   | Паскал Кёйпер   | Спарта             |                            |
| Защ  | Юрген Маттей    |                    | Свободный агент            |
| Защ  | Сим де Мус      |                    | Свободный агент            |
| Защ  | Себ Луффен      | Варезина           |                            |
| Защ  | Серано Сеймор   | Хаур-Факкан        |                            |
| ПЗ   | Ксандер Бломме  | Гоу Эхед Иглз      | Окончание аренды           |
| ПЗ   | Матейс Тилеманс | Витесс             | Окончание аренды           |
| ПЗ   | Седрик Хатенбур | Андерлехт          | Окончание аренды           |
| ПЗ   | Джошуа Эйгенрам | ВВВ-Венло          | Свободный агент            |
| ПЗ   | Ланс Дёйвестейн | Спарта             | 600 тыс. евро              |
| Нап  | Сейду Фини      | Дженоа             | Окончание аренды           |
| Нап  | Джеки Донкор    | Вечиста            | Свободный агент            |
| Нап  | Оскар Удденес   | Эстер              |                            |
| Нап  | Ричи Оморова    | Самсунспор         |                            |

## Форма

### Домашняя
| 2016/17 | 2017/18 | 2021/22 | 2023/24 |

### Гостевая
| 2016/17 | 2017/18 | 2021/22 | 2023/24 |

Источники:,